# Super8 & Tab
Super8 & Tab to duet fińskich DJ-ów ściśle współpracujących ze sobą, w którego skład wchodzą Miika Juhani Eloranta oraz Janne Mikael Mansnerus. Grupa powstała w 2005 w stolicy Finlandii, Helsinkach. Muzycy zdobyli sławę dzięki remixom utworów artystów takich jak np. Armin van Buuren czy Cosmic Gate. W 2010 roku ukazał się ich debiutancki album Empire nakładem wytwórni Anjunabeats. Kilkukrotnie odwiedzali Polskę, ostatnio w 2010 roku podczas A State of Trance 450 we Wrocławiu.

## Dyskografia

### Albumy studyjne
- Empire (2010)
- Empire Remixed (2011)

### DJ Mixy
- Anjunabeats Worldwide 01: Mixed by Super 8 & Tab and Mark Pledger (2006)
- Anjunabeats Worldwide 02: Mixed by Super 8 & Tab and Mat Zo (2010)

### Single
- First Aid (2005)
- Helsinki Scorchin (2006)
- Wont Sleep Tonight (2006)
- Needs to Feel (2007)
- Suru (2007)
- Worldwide (with Mark Pledger) (2007)
- Elektra (2008)
- Delusion (2009)
- Irufushi (2009)
- Black Is The New Yellow (2010)
- Mercy (feat. Jan Burton) (2010)
- My Enemy (feat. Julie Thompson) (2010)
- All We Have Is Now (feat. Betsie Larkin) (2011)
- Awakenings (2012)
- Black is Back (feat. Jan Burton) (2012)
- Fiesta (2012)
- Arc (feat. Tritonal) (2012)
- Teardrops (2013)
- L.A (2013)
- Your Secret’s Safe (feat. Julie Thompson) (2013)
- The Way You Want (2013)
- Code Red (feat. Jaytech) (2014)
- No Frontiers (feat. Julie Thompson) (2014)
- Let Go (feat. Julie Thompson) (2014)
- Rubicon (Extended Mix) (feat. 7 Skies) (2015)
- Patience (Extended Mix) (feat. Julie Thompson) (2015)
- Aika/Clairvoyance (with BT) (2015)
- Komorebi (2015)
- Moonbow (2016)
- Mega (2016)
- Into (2016)
- Nino (2016)
- Cosmo (2017)
- Falling Into You (Feat.Jonny Rose) (2017)
- True Love (Extended Mix) Feat. Envy Monroe (2018)

### Remixy
- Tranquility Base - Oceanic (2007)
- Martin Roth - Off the World (2008)
- Luminary - Amsterdam (2008)
- Paul van Dyk - New York City (2008)
- Bart Claessen & Dave Schiemann - Madness (2008)
- Ferry Corsten - Made of Love (2009)
- Paul Van Dyk - Nothing But You (2009)
- Markus Schulz feat. Justine Suissa - Perception (2010)
- Above & Beyond feat. Ashley Tomberlin - "Can't Sleep" (2011)
- Gareth Emery - "Citadel" (2011)
- Creep - feat. Romy - "Days" (2011)
- Kyau & Albert - "Velvet Morning" (2011)
- Tritonal feat. Cristina Soto - "Piercing Quiet" (2012)
- Armin van Buuren feat. Ana Criado - "I'll Listen" (2012)
- BT feat. Aqualung - "Surrounded" (2013)
- Cosmic Gate feat. JES - "Yai (Here We Go Again)" (2015)
- Above & Beyond feat. Justine Suissa - "Little Something" (2016)
- Gareth Emery feat. Janet Devlin - "Lost" (2016)
- Tritonal & Jenaux feat. Adam Lambert "Broken" 2016